# Orchard Park (Royaume-Uni)
Pour les articles homonymes, voir Orchard Park.
Orchard Park est une paroisse civile du Cambridgeshire, en Angleterre.